# Делонте Вест
Делонте Моріс Вест (англ. Delonte Maurice West; 26 липня 1983) — американський професіональний баскетболіст. До недавнього часу виступав за клуб НБА «Даллас Маверікс» під 13 номером. Грає на позиції атакуючого захисника.

## НБА
Обраний на драфті 2004 під 24 номером клубом «Бостон Селтікс». У «Селтікс» впродовж першого сезону кар'єри Веста переслідували травми, тож він взяв участь лише у 39 іграх регулярної першості. Уже в наступному сезоні він став гравцем стартової п'ятірки, і взяв участь у 71 грі, при цьому у всіх цих іграх Вест виходив на майданчик у стартовій п'ятірці.
28 липня 2007 Веста обміняли у «Сіетл Суперсонікс».Він відіграв за цей клуб півсезону, а у лютому 2008 був обміняний у «Кавальєрс».
2 березня 2009 встановив особистий рекорд, виконавши за гру 8 перехоплень. У останній грі плей-оф сезону 2010 Вест встановив особистий рекорд результативності в іграх плей-оф, набравши 22 очка.
26 липня 2010 Вест перейшов у «Міннесоту Тімбервулвз», а вже 3 серпня 2010 був звільнений з цього клубу.
1 вересня 2010 Вест підписав контракт із «Селтікс».
13 грудня 2011 Вест підписав контракт із «Маверікс». 29 жовтня 2012 Делонте Вест став вільним агентом.

### Статистика кар'єри в НБА

#### Регулярний сезон
| Сезон   | Команда            | GP  | GS  | MPG  | FG%  | 3P%  | FT%  | RPG | APG | SPG | BPG | PPG  |
| ------- | ------------------ | --- | --- | ---- | ---- | ---- | ---- | --- | --- | --- | --- | ---- |
| 2004–05 | Бостон Селтікс     | 39  | 7   | 13.0 | .426 | .358 | .704 | 1.7 | 1.4 | .5  | .2  | 4.3  |
| 2005–06 | Бостон Селтікс     | 71  | 71  | 34.1 | .487 | .385 | .851 | 4.1 | 4.6 | 1.2 | .6  | 11.8 |
| 2006–07 | Бостон Селтікс     | 69  | 47  | 32.2 | .427 | .365 | .853 | 3.0 | 4.4 | 1.1 | .5  | 12.2 |
| 2007–08 | Сіетл Суперсонікс  | 35  | 5   | 20.8 | .388 | .339 | .667 | 2.7 | 3.2 | .9  | .3  | 6.8  |
| 2007–08 | Клівленд Кавальєрс | 26  | 26  | 31.0 | .440 | .367 | .788 | 3.7 | 4.5 | 1.1 | .7  | 10.3 |
| 2008–09 | Клівленд Кавальєрс | 64  | 64  | 33.6 | .457 | .399 | .833 | 3.2 | 3.5 | 1.5 | .2  | 11.7 |
| 2009–10 | Клівленд Кавальєрс | 60  | 3   | 25.0 | .445 | .325 | .810 | 2.8 | 3.3 | .9  | .5  | 8.8  |
| 2010–11 | Бостон Селтікс     | 24  | 2   | 18.9 | .458 | .364 | .867 | 1.5 | 2.7 | .8  | .4  | 5.6  |
| 2011–12 | Даллас Маверікс    | 44  | 33  | 24.1 | .461 | .355 | .886 | 2.3 | 3.2 | 1.3 | .3  | 9.6  |
| Кар'єра |                    | 432 | 258 | 27.4 | .448 | .372 | .826 | 2.9 | 3.6 | 1.1 | .4  | 9.7  |

#### Плей-оф
| Сезон   | Команда            | GP | GS | MPG  | FG%  | 3P%  | FT%   | RPG | APG | SPG | BPG | PPG  |
| ------- | ------------------ | -- | -- | ---- | ---- | ---- | ----- | --- | --- | --- | --- | ---- |
| 2005    | Бостон Селтікс     | 7  | 3  | 16.4 | .524 | .455 | .500  | 1.3 | .6  | 1.0 | .1  | 4.1  |
| 2008    | Клівленд Кавальєрс | 13 | 13 | 34.8 | .400 | .429 | .854  | 3.3 | 4.2 | 1.2 | .5  | 10.8 |
| 2009    | Клівленд Кавальєрс | 14 | 14 | 42.2 | .465 | .333 | .833  | 3.5 | 4.1 | 1.4 | .5  | 13.8 |
| 2010    | Клівленд Кавальєрс | 11 | 0  | 24.5 | .418 | .158 | .938  | 1.9 | 2.6 | .8  | .3  | 6.7  |
| 2011    | Бостон Селтікс     | 9  | 0  | 18.9 | .468 | .368 | .800  | 1.9 | 1.3 | .6  | .0  | 6.6  |
| 2012    | Даллас Маверікс    | 4  | 3  | 22.0 | .423 | .500 | 1.000 | 1.8 | 2.0 | .8  | .0  | 7.5  |
| Кар'єра |                    | 58 | 33 | 29.0 | .442 | .361 | .847  | 2.5 | 2.8 | 1.0 | .3  | 9.1  |